# Volcan Hudson
Volcan Hudson (hiszp. Cerro Hudson) to stratowulkan w południowej części Chile. Miała tu miejsce jedna z największych erupcji XX wieku. Góra przykryta jest lodowcem. Na szczycie znajduje się kaldera po dawnej erupcji.
W ostatnich latach miały miejsce dwie erupcje, w 1971 i 1991 r. Ta ostatnia była zdecydowanie silniejsza od poprzedniej. Spowodowała ona wyrzucenie materiału o objętości ok. 6 km³. Część lodowca stopiła się, co spowodowało lawiny błotne. Ze względu na położenie wulkanu nie było ofiar. Popiół spadł na Chile, Argentynę, i Falklandy.
Oprócz tego erupcja uwolniła dużą ilość gazów, które w połączeniu z pozostałościami po jeszcze większej erupcji Pinatubo, przyczyniły się do powiększenia dziury ozonowej w 1992 i 1993 r.